# João Guilherme Fischer
João Guilherme Fischer, conocido como Jango Fischer (Santa Maria, Río Grande del Sur, 9 de septiembre de 1876 - Río de Janeiro, 2 de febrero de 1952), fue un médico y diplomático brasileño. 

## Biografía
Sus padres fueron William y Christina Fischer Holzbach. Estudió en la Escuela de Agricultura y Viticultura de Taquari en 1894 e ingeniero agrónomo en 1898. Después de graduarse en la farmacia y la medicina de la Facultad de Medicina de Río de Janeiro. No siga cualquiera de estas carreras, uniéndose en la diplomacia. Fue vicecónsul en Cobija, Chile, en 1909. Sirvió en el gabinete del Barón de Río Branco hasta 1911. En París desde 1911 hasta 1934 y el Ministerio de Relaciones Exteriores 1934-1944.
En 1902, se recogieron los fósiles en el Sitio Paleontológico Sanga da Alemoa y se envía al profesor Dr. Hermann von Ihering, entonces director del Museo Paulista, en São Paulo. Tres cuerpos vertebrales eran casi completa, un fragmento de la vértebra , un dedo, cuatro falanges, y una falange con uñas y aislado. El material fue enviado a Arthur Smith Woodward, el eminente paleontólogo en el Museo Británico de Londres, al estudio, que dio lugar a la determinación del primer fósil de reptil terrestre de América del Sur, el Rincosaurio bautizado por Woodward, con el nombre de Scaphonyx fischeri, en honor a Jango Fischer. Se inició oficialmente la investigación paleontológica en Paleorrota.